# Empty Quarter
Pour plus de détails, voir Fiche technique et Distribution.
Empty Quarter (Une femme en Afrique) est un film français réalisé par Raymond Depardon, sorti en 1985.
C'est le premier film de fiction réalisé par Raymond Depardon. Le cinéaste filme la rencontre d'une jeune femme et d'un homme que l'on ne voit pas, mais qui s'exprime en voix off.

## Synopsis
A Djibouti au bord de la Mer rouge, un homme attend. Il a l'habitude des voyages, il aime l'Afrique. Dans le hall de son hôtel, il rencontre une jeune femme et lui propose de partager sa chambre. Elle accepte, il va s'efforcer de devenir amoureux d'elle le plus lentement possible. Et le voyage commence, un voyage qui les conduit dans le désert, sur le Nil, à Alexandrie et jusqu'à Venise.
C’est un film à deux personnages. 
Seule l’actrice Françoise Prenant est montrée, l’homme, Raymond Depardon, s’exprimant en voix off.
Les seules autres, brèves, apparitions humaines sont anonymes, voyageurs du train Djibouti-Addis Abeba, personnel du bateau sur le Nil, foules dans les villes.
Le rythme lent est évoqué par le défilement des paysages filmés du train, par la descente du Nil. 
Le film  se déroule sur une longue période non précisée de plusieurs mois et sur une longue distance en Afrique, avec des traversées de déserts, une descente du Nil, une croisière sur la Méditerranée et par plusieurs moyens de transport, train en Ethiopie, véhicule tout-terrain dans le désert avec une scène d’ensablement certainement évocation de la relation, bateau sur le Nil, navire sur la Méditerranée. 
Au cours de ce long voyage, l’actrice s’exprime en général assez peu et par des propos limités à des banalités en restant  à distance. Raymond Depardon s’interroge en voix off sur les sentiments de sa partenaire, sur sa propre maladresse possible, son comportement restant d’une extrême délicatesse.  Le lien qui se crée sur la durée est suffisant pour que le voyage à deux continue sans souhait de séparation. 
Un unique rapport charnel après plusieurs mois de voyage n’est pas montré mais seulement évoqué comme insatisfaisant a posteriori toujours en voix off. C'est le seul moment où l'on voit l'actrice nue après les scènes précédentes vêtues dans les chambres d'hôtel.  
La femme exprime nettement son mépris, dans une scène unique, un peu après cette relation (quelques heures ou quelques jours, les durées ne sont jamais précisées), reprochant à son partenaire sa maladresse, étonnante de la part d'un homme de longue expérience de voyageur.  
Le voyage  se poursuit encore plusieurs semaines jusqu’à Alexandrie puis sur la Méditerranée, le désir croissant de l’homme restant insatisfait. 
Ce couple étrange ne se sépare qu’à Venise pour ne jamais se revoir. 
En conclusion, Raymond Depardon en voix off résume ce voyage comme une éducation amoureuse qui l’a transformé.

## Commentaires
Le film a été tourné en extérieurs sur les lieux de l’action,  dans le désert, sur le Nil.
Le titre empty quarter littéralement le quart vide est le nom de la région désertique de la péninsule arabique. Il évoque les déserts où se déroule une partie du film et aussi le vide de la relation amoureuse.
Une longue scène se déroule de Djibouti à Addis Abeba sur la ligne  Chemin de fer djibouto-éthiopien avec vues à l’intérieur du train, défilement des paysages et animation des gares en 1985 à une époque où la desserte de cette voie ferrée pour les voyageurs était encore régulière.

## Fiche technique
- Titre : Empty Quarter (Une femme en Afrique)
- Réalisation : Raymond Depardon
- Prise de vue: Raymond Depardon
- Prise de son: Jean-Paul Andrieu
- Monteur: Françoise Prenant et Jacques Kebadian
- Production: Double D. Copyright Films
- Genre : comédie dramatique
- Durée : 85 minutes
- Date de sortie en France : 10 octobre 1985[1]

## Distribution
- Françoise Prenant : la femme
- Raymond Depardon : la voix du narrateur